# Ödön
Az Ödön férfinév az Eugén magyar megfelelője, eredeti alakja Ögyén. A 19. században az Ödön  nevet mesterségesen az Edmund illetve Edmond nevekkel azonosították, míg az Eugén nevet a Jenővel.

## Gyakorisága
Az 1990-es években igen ritka név, a 2000-es években nem szerepel a 100 leggyakoribb férfinév között.

## Névnapok
- november 16.[2]
- november 20.[2]

## Híres Ödönök
- Ary Ödön jogász
- Barsi Ödön színész, író rendező
- Beöthy Ödön főispán
- Bodor Ödön atléta, újságíró
- Doslern Miklós Ödön Benedek-rendi pap
- Dölle Ödön pedagógus, iskolaigazgató
- Dudás Ödön közíró, községi hivatalnok
- Földessy Ödön atléta
- Gáti Ödön sütőmunkás, szakszervezeti vezető
- Gräfl Ödön úszó, vízilabdázó, sportvezető
- Gróf Ödön úszó
- Gyügyi Ödön grafikus
- Ödön von Horváth osztrák író
- Horváth Ödön Gyula profi makettező, Cowboy Action Shooting magyarországi alapítója
- Jakabos Ödön író, utazó
- Lechner Ödön építész
- Massányi Ödön festőművész
- Palasovszky Ödön költő
- Sebő Ödön honvédtiszt, emlékiratíró
- Széchenyi Ödön török altábornagy, Széchenyi István fia
- Tersztyánszky Ödön honvéd ezredes, vívó, olimpiai bajnok
- Téry Ödön orvos, hegymászó, természetjáró
- Tömösváry Ödön entomológus (rovartani kutató)
- Zichy Ödön gróf, nagybirtokos
- Zombori Ödön birkózó